# Protovescovo
Il titolo di protovescovo è attribuito al primo vescovo di una Chiesa particolare. Il protovescovo è dunque l'iniziatore di una comunità cristiana e della linea dei suoi pastori.

## Esempi di protovescovi
- Arcidiocesi di Agrigento: San Libertino
- Diocesi di Avellino: San Modestino
- Arcidiocesi di Bologna: San Zama
- Arcidiocesi di Brindisi-Ostuni: San Leucio d'Alessandria
- Arcidiocesi di Catania: San Berillo
- Arcidiocesi di Lecce: Sant'Oronzo
- Arcidiocesi di Napoli: Sant'Aspreno
- Arcidiocesi di Torino: San Massimo
- Arcidiocesi di Milano: Sant'Anatalo
- Arcidiocesi di Firenze: Felice
- Diocesi di Padova: San Prosdocimo
- Arcidiocesi di Benevento: San Gennaro
- Diocesi di Novara: San Gaudenzio
- Diocesi di Nola: San Felice
- Diocesi di Pavia: San Siro
- Diocesi di Tortona: San Marziano